# Distretto di Dodurga
Il distretto di Dodurga (in turco Dodurga ilçesi) è uno dei distretti della provincia di Çorum, in Turchia.